# Ficana apicalis
Ficana apicalis är en insektsart som först beskrevs av William Sweetland Dallas 1852.  Ficana apicalis ingår i släktet Ficana och familjen bredkantskinnbaggar. Inga underarter finns listade i Catalogue of Life.